# Provolone
El provolone és un formatge de pasta filada italià amb denominació d'origen. El nom complet és Provolone Valpadana. pel fet que és un formatge típic de la plana Padana. Va començar a elaborar-se a meitat del segle xix quan ramaders de les regions del sud d'Itàlia van emigrar al nord i hi van introduir les seves tècniques formatgeres.

## Característiques
És un formatge de llet de vaca, semi tou, de pasta premsada groga, molt llisa i compacta i amb una crosta de color groc marronós. N'hi ha de dos tipus: dolç i picant. El dolç es fa amb quall de vedella i un període de maduració de 2 a 3 mesos. El picant es fa amb quall de xai o de cabra i un període de maduració de 3 mesos com a mínim fins a un any o més.
Es produeix en quatre formats diferents: en forma de barra cilíndrica (és el pancettone), com el salami; de meló o pera; tronco-cònica, semblant al cilíndric, però que es va fent més estret (conegut com gigantino), i de flascó, que és el format més petit. Tots porten un cordill per tal de penjar-lo.
Tradicionalment, el provolone dolç s'elabora en els formats més petits, mentre que els formats més grans solen ser de la varietat picant. Tant el dolç com el picant poden presentar-se també en la varietat fumada.